# Michał Kurzej
Michał Kurzej (ur. 1981) – polski historyk sztuki.

## Życiorys
W okresie szkolnym stypendysta Krajowego Funduszu na rzecz Dzieci. Absolwent historii sztuki Uniwersytetu Jagiellońskiego (2005). W 2010 uzyskał stopień doktora (rozprawa Nurt italianizujący w dekoracjach sztukatorskich w Małopolsce i na Rusi Koronnej w XVII wieku, promotor: Piotr Krasny), a w 2019 habilitację. Adiunkt w Instytucie Historii Sztuki Uniwersytetu Jagiellońskiego w Krakowie. Specjalizuje się w badaniach nad polską sztuką nowożytną. Autor szeregu publikacji wskazujących na konieczność krytycznej rewizji dorobku szeregu artystów, działających w Polsce w tym okresie (m.in. Jana Pfistera, Pawła Rzymianina, Jana Baptysty Falconiego i Baltazara Fontany). W kręgu jego zainteresowań znajduje się też teoria sztuki w XVI-XVIII w., architektura i rzeźba XVI i XVII wieku w Małopolsce, Rusi Koronnej i na terenach sąsiednich, stiukowa rzeźba i dekoracja architektoniczna, symbolika form w architekturze nowożytnej, proces planowania i wykonywania złożonych dzieł sztuki, programy treściowe takich dzieł, metodologia historii sztuki. Michał Kurzej jest także autorem licznych opracowań inwentaryzacyjnych kościołów i klasztorów na dawnych ziemiach wschodnich dawnej Rzeczypospolitej.

## Książki
- Depingere fas est. Sebastian Piskorski jako konceptor i prowizor, Kraków 2018, 344 ss.
- Siedemnastowieczne sztukaterie w Małopolsce, Kraków 2012, 688 ss.
- Jan Wolff. Monografia architekta w świetle analizy prefabrykowanych elementów dekoracji sztukatorskich, Kraków 2009, 112  ss.  (skrócona wersja tekstu ukazała się w czasopiśmie „Modus – Prace z historii sztuki”, t. 8–9, Kraków 2009, s. 31–98);
- Autorzy Złotego Wieku o kulturze i sztuce na Wawelu. Antologia  tekstów 1518–1617, Wybrał, przełożył i komentarzem opatrzył Marcin Fabiański z udziałem Michała Kurzeja..., Kraków 2014;
- Katalog Muzeum Diecezjalnego w Łucku, t. 1: Rzeźba, współautorstwo z A.Betlejem, M. Biernatem, W. Walanusem, Kraków 2006.

## Wybrane artykuły
- Kościół parafialny p.w. św. Małgorzaty Antiocheńskiej w Zborowie na Szaryszu. Przyczynek do dyskusji nad zjawiskiem postgotyku w Europie Środkowej, „Modus-Prace z historii sztuki”, t. 5, 2004, s. 5–21;
- Kościół Bernardynów p.w. św. Macieja w Leszniowie, nieznane dzieło Jana Wolffa, [w:] Sztuka Kresów w Wschodnich, t. 6, red. A. Betlej, P. Krasny, Kraków 2006, s. 23–40;
- Archaizacja i modernizacja. Przemiany stylowe dekoracji sklepiennych na przykładzie kościoła i klasztoru SS. Brygidek w Lublinie, „Roczniki Humanistyczne”, t.44, z. 4, 2006, s.147–187
- Nowożytna architektura kościelna na Wołyniu do czasów wojen kozackich, [w:] W kręgu Hadziacza A. D. 1658. Od historii do literatury, red. P. Borek, Kraków 2008, s. 272–294 wznowienia: Костьольна  архітектура  на  Волині  до  початку козацких  воєн [w:] Архітектурна географія бароко в Україні: регіональні особливості та спільні риси, red. С. Юрченко, Ніжин 2011 oraz Нова костельна архітектура Волині до початку козацких воєн, „Архітектурна Спадщина Волині” 3, red. П. А. Ричков, Рівне 2012, s. 60–75)[3]
- Budowa i dekoracja krakowskiego kościoła św. Anny w świetle źródeł archiwalnych,  [w:] Fides  ars  scientia. Prace  z  historii  i  historii  sztuki  poświęcone  pamięci  ks.  Augustyna Mednisa, red. A. Betlej, J. Skrabski przy współpracy K. Blaschke, M. Kurzeja, T. Pasteczki i M. Biernata, Tarnów 2008, s. 271–301  (Wyd. II [w:] Studia z dziejów kościoła św. Anny w Krakowie, red. Z. Kliś, Węcławowicz, Kraków 2009, s. 139–200 i tamże, wyd.II, Kraków 2011, s. 137–198);
- Podkamień i Lublin – dekoracje sztukatorskie warsztatu Falconiego w kościołach dominikańskich, [w:] Dominikanie na ziemiach polskich w epoce nowożytnej, red. A.Markiewicz, M. Miławicki (Studia i źródła Dominikańskiego Instytutu Historycznego, t. 5, 2009), s. 425–454
- Kościół św. Karola Boromeusza w Warszawie (współautorstwo z Piotrem Krasnym), [w:] Św. Karol Boromeusz a sztuka, red. P. Krasny, M. Kurzej, Kraków 2013, s. 127–154
- Uwagi o badaniach nad twórczością Jana Pfistera. [W:] Betlej A., Brzezina-Scheuerer K., Oszczanowski P.: Między Wrocławiem a Lwowem. Sztuka na Śląsku, w Małopolsce i na Rusi Koronnej w czasach nowożytnych. Wrocław, 2011, s. 75-83 (Acta Universitatis Wratislaviensis; 3291).
- Kościół parafialny p.w. Św. Wojciecha w Szwejkowie. W: Materiały do dziejów sztuki sakralnej na ziemiach wschodnich dawnej Rzeczypospolitej. Cz. I : Kościoły i klasztory rzymskokatolickie dawnego województwa ruskiego. T. 18. Kraków: Antykwa, drukarnia Skleniarz, 2010, s. 245–247.

## Prace popularnonaukowe
- Kościół św. Katarzyny w Szczebrzeszynie – zagadnienie autorstwa, „Chrząszcz”, nr 1 (2) 2007, s. 3–4;
- Kościół św. Katarzyny w Szczebrzeszynie, współautorstwo z Piotrem Krasnym, Zwierzyniec 2012;
- Dehio handbuch für kunstdenkmäler Kleinpolen, pow. kraśnicki, pow. biłgorajski i zamojski, współautorstwo z Piotrem Krasnym, miasto Lublin, współautorstwo z Kingą Blaschke
- Wstęp [w:] Białoruski szlak barokowy. Białoruś Północno-Wschodnia na Via Regia [2013] (wersja pol., biał, rus)